# محمدباقر (نام کوچک)
محمدباقر می‌تواند به افراد زیر اشاره داشته باشد:
- محمد باقر پنجمین امام شیعیان
- محمدباقر حجتی
- محمدباقر مجلسی
- محمدباقر اصفهانی
- محمدباقر نجفی اصفهانی
- محمدباقر وحید بهبهانی
- محمدباقر شفتی
- محمدباقر یزدی
- محمدباقر سبزواری
- محمدباقر حکیم
- محمدباقر هوشیار
- محمدباقر آخوندی
- محمدباقر نیو
- محمدباقر فرزانه
- محمدباقر محمودی
- محمدباقر قالیباف
- محمدباقر نوبخت
- محمدباقر لاهیجی
- محمدباقر لاریجانی
- محمدباقر سیدی